# نادي لنيانو
نادي لنيانو (بالإيطالية: A.S.D. Legnano Calcio 1913)‏، نادي كرة قدم إيطالي يقع في مدينة لنيانو في إيطاليا، تأسس عام 1913.
يلعب حاليا في Group A of Eccellenza Lombardy.